# 阿什利·巴恩斯
艾殊利·魯克·班尼斯（英語：Ashley Luke Barnes，1989年10月30日—）出生於英格蘭萨默塞特郡巴斯，是一名足球運動員，具有代表奧地利參加國際賽的資格，司職中鋒，現時效力英冠球會伯恩利 。

## 俱樂部生涯
班尼斯在家鄉附近的保爾頓流浪（Paulton Rovers）展開足球事業，是這支位處南部聯賽球隊的前鋒殺手。2007年3月他前赴普利茅夫進行試訓，其表現使時任領隊（Ian Holloway）留下深刻印象，因而獲得球會提供一紙18個月的合約，加盟後首先在預備隊磨練，並取得多個入球。於2007年8月14日首次為一隊上陣，在英格蘭聯賽盃對韋甘比，替補主力前鋒西尔万·埃班克斯-布莱克登場。
但班尼斯仍然未能躋身一隊陣中，期間多次被外借到議會聯賽球隊汲取上陣經驗，首先加盟格雷斯，僅取得1次後補上陣機會，於11月又獲借用到牛津聯，期間在聯賽上陣3場並射入1球，並在英格蘭足總盃兩戰修安聯均正選上陣。翌年3月他再被借用到沙尼斯貝利（Salisbury City），期間上陣5場沒有斬獲。2008年11月班尼斯再次收拾行裝，與隊友丹·史密夫（Dan Smith）一同投效伊斯特本（Eastbourne Borough），為期至翌年1月，上陣6場轟入3球，獲延長借用1個月，但附帶24小時通知召回條款，於上陣多兩場及射入多兩球後，時任普利茅夫領隊（Paul Sturrock）提前召回班尼斯，於對諾定咸森林擔任沒有上陣的板凳球員後，在2009年2月7日主場0-3負於打比郡首次在英冠登場，下半場替補羅利·科隆上陣。於後補上陣多兩場後，於2月28日作客莫利纽球场對狼隊首次以正選身份為一隊上陣，1-0小勝奏凱而回，結束球隊9場不勝的記錄。4月19日主場4-0大勝高雲地利，班尼斯頂入為球隊先拔頭籌兼取得處子入球，並憑一記倒掛助攻予拍檔查美·麥基爾射入。於2008/09年球季季末的出色表現使他在5月獲得球會續約兩年。
2009/10年球季上半季班尼斯在聯賽僅獲派3場正選上陣，另有4場後補，於2009年12月28日主場4-1大勝雷丁為球隊射入最後一球。2010年2月9日班尼斯被借用到英乙球會托基聯直到球季結束，但於1個月上陣6場未有入球後被提前召回，但沒有獲得上陣機會，於3月25日再被外借到英甲球會白禮頓直到球季結束，兩天後首次披甲主場迎戰燦美爾，於下半場替補上陣僅10分鐘即射入1球，為球隊鎖定3-0勝局。次仗主場對修咸頓再次以後補身份登場，才4分鐘又入1球協助球隊再超前2-1，但於完場前失守被客軍迫和2-2。期間上陣8場射入4球，而球季結束後遭受財困的普利茅夫降班英甲。
2010年7月8日班尼斯轉投白禮頓，簽約兩年，轉會費沒有透露。正式加盟首季在各項賽事合共上陣49場及射入20球，是僅次於的球隊二號射手。2011年4月12日主場對杜根咸，班尼斯射入奠勝球以4-3反勝對手，並鎖定升班英冠資格，而球隊最終更順利贏得英甲冠軍。

### 伯恩利
2014年1月10日，班尼斯以一份为期3年半的合约加盟伯恩利，轉會費沒有透露。
2021年1月21日，巴恩斯在球隊客場1-0擊敗利物浦的比賽中踢入點球，這是唯一進球，這是他們在68場比賽中首次在安菲爾德球場擊敗利物浦。這結束了利物浦在聯賽中的不敗本壘打，這一歷史可以追溯到2017年4月。

## 國家隊生涯
雖然班尼斯的父母均為英國人，且在英格蘭的巴斯出生，但由於祖母在奧地利出生而取得代表參加國際賽的資格，2008年7月當班尼斯隨同普利茅夫到奧地利進行季前集訓，被奧地利國家隊的職員發現，其後獲徵召入奧地利U20在8月與瑞士U20的賽事中上陣。

## 榮譽
白禮頓
- 英格蘭足球甲級聯賽冠軍：2010/11

般尼
- 英冠冠軍 : 2022-23[26]

## 外部連結
- Soccerway資料庫：阿什利·巴恩斯
- 足球数据库：艾殊利·班尼斯的球员统计数据
- 白禮頓官網簡歷
- Transfermarket
- Evening Post[永久]